# Damian Kokonesi

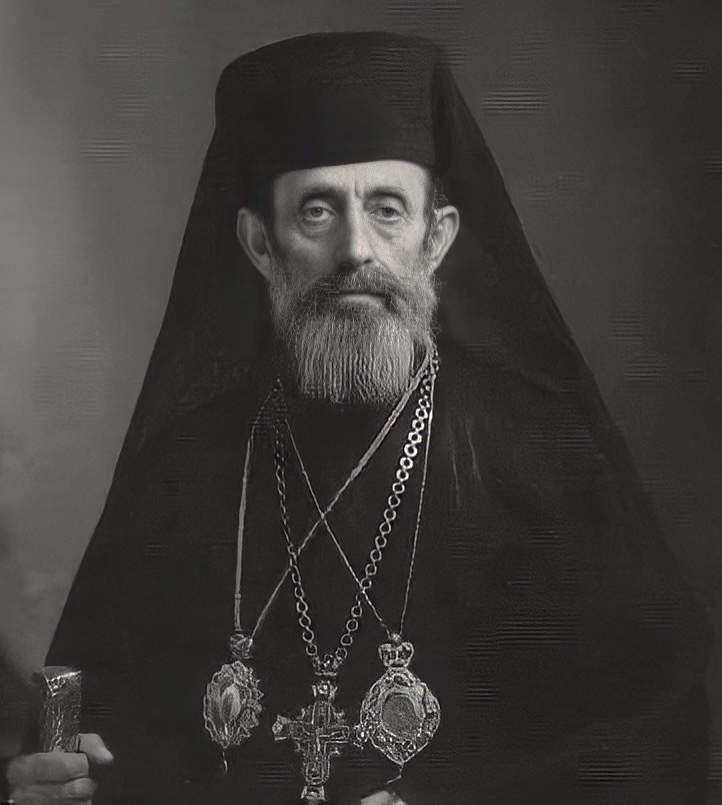
Damian Kokonesi in 1948

Damian Kokonesi (Mokër, 1886 – Pogradec, 19 oktober 1973) was een Albanees geestelijke van de Albanees-orthodoxe Kerk.
Kokonesi was aanvankelijk ambtsdrager van de Grieks-orthodoxe Kerk, maar nadat in 1937 de autocefalie van de Albanees-orthodoxe Kerk was erkend (in 1907 werd reeds een - niet erkende - autocefale Albanees-orthodoxe Kerk in de VS (Boston) gesticht door bisschop Fan Noli), werd hij ambtsdrager van deze nieuwe autocefale kerk. 
In 1966 overleed aartsbisschop Pashko Vodica, de primaat (hoofd) van de Albanees-orthodoxe Kerk en volgde Damian Kokonesi hem als aartsbisschop en primaat op. Een jaar na zijn ambtsaanvaarding werd hij door de communistische regering van Enver Hoxha afgezet en gevangengenomen, dit in verband met de afkondiging dat godsdienst verboden werd gesteld in Albanië. In 1973 overleed Kokonesi in de gevangenis.
Pas in 1990 werd godsdienst weer toegestaan in Albanië, hoewel het sinds 1985 - na de dood van Hoxha - weer werd "getolereerd."